# Acinodendron flammeum
Acinodendron flammeum là một loài thực vật có hoa trong họ Mua. Loài này được (Casar.) Kuntze mô tả khoa học đầu tiên năm 1891.